# Rilevazione sulle forze di lavoro in Svizzera
La rilevazione sulle forze di lavoro in Svizzera (RIFOS) è un'indagine condotta sin dal 1991 presso le economie domestiche a cura dell'Ufficio federale di statistica (UST) in collaborazione con un fornitore di servizi esterno. L'obiettivo principale della RIFOS è di fornire dati sulla struttura della popolazione attiva e sul comportamento in materia di attività professionale. La rigorosa applicazione delle definizioni internazionali permette di raffrontare i dati nazionali con quelli dei Paesi dell'OCSE e dell'Unione europea. Dal 2010 la RIFOS è divenuta un'indagine continua a cadenza trimestrale. Le interviste del terzo e del quarto trimestre 2009 hanno segnato il passaggio dal vecchio al nuovo metodo di rilevazione.

## Basi legali
Ordinanza del 30 giugno 1993 sull'esecuzione di rilevazioni statistiche federali (Ordinanza sulle rilevazioni statistiche), RS 431.012.1

## Tipo di rilevazione
La RIFOS è un'indagine campionaria effettuata telefonicamente presso le economie domestiche che interessa circa 105 000 persone (fino al 2001 circa 16 000, fra il 2002 e il 2009 circa 35 000). Le economie domestiche sono estratte dall'elenco telefonico sulla base di criteri casuali. Dal 2003, il campione della RIFOS è integrato da un certo numero di persone di nazionalità straniera (fino al 2009 circa 15 000, dal 2010 circa 21 000) estratti dal sistema d'informazione centrale sulla migrazione (SIMIC). Le persone partecipanti alla rilevazione vengono intervistate quattro volte sull'arco di un anno e mezzo.

## Caratteristiche rilevate
La RIFOS è una rilevazione effettuata sulla popolazione residente permanente di 15 anni e più, che riguarda sia la Svizzera nel suo insieme, sia le Grandi Regioni in cui il Paese è diviso a fini statistici.
Sono rilevati: l'attività professionale (attuale o precedente), le ragioni dell'eventuale inattività (pensione, formazione ecc.), la professione appresa e quella esercitata, il luogo e il volume di lavoro, le condizioni lavorative (tipo di orario di lavoro, lavoro notturno, lavoro nei fine settimana), i rami economici, i redditi da lavoro e quelli dell'economia domestica in generale, la ricerca d'impiego (disoccupazione, sottoccupazione), la mobilità professionale e geografica, la formazione di base e la formazione permanente, il lavoro non remunerato (attività domestiche e familiari, volontariato, assistenza a parenti ecc.), le migrazioni e gli aspetti legati alla sicurezza sociale.

## Esecuzione
Dal 1991 (anno della prima rilevazione) al 2008, la RIFOS si è sempre svolta nel secondo trimestre dell'anno. Nel 2009 è stata effettuata nel secondo, terzo e quarto trimestre, prima di trasformarsi in un'indagine continua nel 2010. L'elaborazione dei dati è stata annuale fino al 2009, per divenire poi trimestrale a partire dal 2010.

## Fonti e note
- Ufficio federale di statistica (UST), Rilevazione sulle forze di lavoro in Svizzera (RIFOS), Scheda segnaletica, su bfs.admin.ch. URL consultato il 4 maggio 2019 (archiviato dall'url originale il 25 marzo 2016).

1. ↑  Ordinanza del 30 giugno 1993 sull'esecuzione di rilevazioni statistiche federali (Ordinanza sulle rilevazioni statistiche)